# Golf (Floryda)
Golf – wieś w Stanach Zjednoczonych, w stanie Floryda, w hrabstwie Palm Beach.